# Challenge IAAF du lancer de marteau 2014
Navigation
Édition précédente Édition suivante
Le Challenge IAAF du lancer de marteau 2014 est la 5e édition du Challenge IAAF du lancer de marteau.
Organisé par l'IAAF, il désigne les meilleurs spécialistes de l'année 2014 dans la discipline du lancer de marteau. Le classement final est établi en totalisant les 3 meilleurs jets obtenus lors des différentes compétitions figurant au calendrier.

## Calendrier
| Date             | Meeting                           | Lieu           | Pays       |
| ---------------- | --------------------------------- | -------------- | ---------- |
| 11 mai 2014      | Seiko Golden Grand Prix           | Tokyo          | Japon      |
| 17 mai 2014      | Ponce Grand Prix                  | Ponce          | Porto Rico |
| 21 mai 2014      | Beijing World Challenge Meeting   | Pékin          | Chine      |
| 7 juin 2014      | Mémorial Janusz-Kusociński        | Szczecin       | Pologne    |
| 8 juin 2014      | Meeting international Mohammed-VI | Marrakech      | Maroc      |
| 11 juin 2014     | Moscow Challenge                  | Moscou         | Russie     |
| 17 juin 2014     | Golden Spike Ostrava              | Ostrava        | Tchéquie   |
| 25 juin 2014     | Paavo Nurmi Games                 | Turku          | Finlande   |
| 8 juillet 2014   | Mémorial István-Gyulai            | Székesfehérvár | Hongrie    |
| 16 juillet 2014  | Karlstad Grand Prix               | Karlstad       | Suède      |
| 19 juillet 2014  | Meeting d'athlétisme de Madrid    | Madrid         | Espagne    |
| 31 août 2014     | ISTAF                             | Berlin         | Allemagne  |
| 7 septembre 2014 | Meeting de Rieti                  | Rieti          | Italie     |

## Résultats
La Polonaise Anita Wlodarczyk remporte le challenge pour la deuxième fois de suite, grâce entre autres à un nouveau record du monde, établi lors du meeting de Berlin en 79,58 m. Elle bénéficie ainsi d'un point de bonus. Avec ses 75,53 m obtenus à Székesfehérvár et ses 76,41 m d'Ostrava, elle obtient le meilleur total avec 232,52 points.
Chez les hommes, le Hongrois Krisztián Pars domine le Polonais Fajdek, vainqueur en 2013, et remporte son troisième challenge. 

## Classement général

### Hommes
| Rang | Athlète           | Points |
| ---- | ----------------- | ------ |
| 1    | Krisztián Pars    | 244.84 |
| 2    | Pawel Fajdek      | 241.49 |
| 3    | Dilshod Nazarov   | 241.37 |
| 4    | Mostafa Elgamel   | 234.80 |
| 5    | Marcel Lomnický   | 234.24 |
| 6    | Pavel Kryvitski   | 232.76 |
| 7    | Sergej Litvinov   | 225.63 |
| 8    | Szymon Ziólkowski | 225.16 |
| 9    | Olexiy Sokyrskiyy | 224.51 |
| 10   | Markus Esser      | 223.84 |
| 11   | Lukáš Melich      | 215.86 |

### Femmes
| Rang | Athlète              | Points |
| ---- | -------------------- | ------ |
| 1    | Anita Wlodarczyk     | 232.52 |
| 2    | Betty Heidler        | 228.54 |
| 3    | Kathrin Klaas        | 222.65 |
| 4    | Zheng Wang           | 221.45 |
| 5    | Martina Hrasnová     | 218.84 |
| 6    | Amanda Bingson       | 214.29 |
| 7    | Joanna Fiodorow      | 213.08 |
| 8    | Gwen Berry           | 211.74 |
| 9    | Éva Orbán            | 210.68 |
| 10   | Bianca Perie         | 209.69 |
| 11   | Jeneva Stevens       | 208.37 |
| 12   | Tatyana Beloborodova | 201.47 |

## Légende
Records et Performances
- AR : Record continental (area record)
- CR : Record des championnats (championship record)
- MR : Record du meeting (meet record)
- NR : Record national (national record)
- OR : Record olympique (olympic record)
- PR : Record paralympique (paralympic record)
- PB : Record personnel (personal best)
- SB : Meilleure performance personnelle de la saison (season's best)
- WL : Meilleure performance mondiale de l'année (world leader)
- WJR : Record du monde junior (world junior record)
- WR : Record du monde (world record)

Circonstances et Conditions
- DNF : N'a pas terminé (did not finish)
- DNS : N'a pas pris le départ (did not start)
- DQ : Disqualification (disqualification)
- NM : Aucun essai valable enregistré (No Mark)
- Q : Qualifié « directement » au prochain tour (ou à la prochaine compétition), lors d'une compétition majeure, grâce au classement ou à la réalisation des minima (automatic qualifier)
- q : Qualifié au prochain tour (ou à la prochaine compétition), lors d'une compétition majeure, grâce au repêchage ou à la réalisation de l'une des meilleures performances parmi celles des « non qualifiés directement » (grâce au meilleur temps ou à la meilleure distance par exemple) (secondary qualifier)